# Долинка (Василівський район)
Долинка — село в Україні, у Василівській міській громаді Василівського району Запорізької області. Населення становить 387 осіб. До 2020 орган місцевого самоврядування — Широківська сільська рада.

## Географія
Село Долинка розміщене за 1,5 км від села Коновалова та за 4 км від села Переможне. На південно-західній околиці села бере початок балка Леліхова.

## Історія
- 1914 — дата заснування як села Юринталь.
- 1945 — перейменоване в село Червоноармійське.
- 2016 — перейменоване в село Долинське
- 12 червня 2020 року, відповідно до Розпорядження Кабінету Міністрів України від № 713-р «Про визначення адміністративних центрів та затвердження територій територіальних громад Запорізької області», увійшло до складу Василівської міської громади[1].
- 19 липня 2020 року, в результаті адміністративно-територіальної реформи та ліквідації колишнього Василівського району (1923—2020), село увійшло до складу новоутвореного Василівського району[2].